# Ismael Kirui
Ismael Kirui (ur. 20 lutego 1975) – kenijski lekkoatleta, dwukrotny mistrz świata na 5000 metrów.

## Sukcesy
- srebrny medal Mistrzostw Świata Juniorów w Lekkoatletyce (Bieg na 10 000 m Płowdiw 1990)
- srebro Mistrzostw Świata Juniorów w Lekkoatletyce (Bieg na 5000 m Seul 1992)
- złoty medal podczas Mistrzostw Świata w Lekkoatletyce (Bieg na 5000 m Stuttgart 1993)
- złoto Mistrzostw Świata w Lekkoatletyce 1995 (Bieg na 5000 m Göteborg 1995)

## Rekordy życiowe
- Bieg na 3000 m – 7:39.82 (1993)
- Bieg na 5000 m – 13:02.75 (1993 i 1995) w 1993 był to pierwszy wynik na listach światowych
- Bieg na 10 000 m – 27:06.59 (1995)
- Bieg na 15 km – 42:42 (1998)

Starszym bratem Kiruiego jest inny utytułowany kenijski długodystansowiec Richard Chelimo.